# Franka Dietzsch
Franka Dietzsch (ur. 22 stycznia 1968 w Wolgaście) – niemiecka dyskobolka, 3-krotna mistrzyni świata z Sewilli, Helsinek i Osaki, dwukrotna medalistka mistrzostw Europy. Była też czterokrotną uczestniczką letnich igrzysk olimpijskich (1992-2004). Jej rekord życiowy w rzucie dyskiem wynosi 69,51 m. Uzyskała go w maju 1999 w Wiesbaden.

## Sukcesy
| Rok  | Zawody                                  | Miejsce   | Rezultat   |
| ---- | --------------------------------------- | --------- | ---------- |
| 1986 | Mistrzostwa Świata Juniorów             | Ateny     | 2. miejsce |
| 1998 | Mistrzostwa Europy w Lekkoatletyce 1998 | Budapeszt | 1. miejsce |
| 1999 | Mistrzostwa Świata w Lekkoatletyce 1999 | Sewilla   | 1. miejsce |
| 2000 | Letnie Igrzyska Olimpijskie 2000        | Sydney    | 6. miejsce |
| 2005 | Mistrzostwa Świata w Lekkoatletyce 2005 | Helsinki  | 1. miejsce |
| 2006 | Mistrzostwa Europy w Lekkoatletyce 2006 | Göteborg  | 2. miejsce |
| 2007 | Mistrzostwa Świata w Lekkoatletyce 2007 | Osaka     | 1. miejsce |